# Pica de collar
La pica de collar (Ochotona collaris) és un petit (~160 grams) lagomorf alpí que viu en zones rocoses del centre i sud d'Alaska (EUA i a parts del Canadà, incloent-hi el nord de la Colúmbia Britànica, el Yukon i les parts occidentals dels Territoris del Nord-oest. Està estretament relacionada amb la pica americana (Ochotona princeps). És asocial, no hiberna i passa gran part del temps a l'estiu recollint vegetació que emmagatzema sota roques com a dipòsit d'aliment per l'hivern. L'animal fa milers de trajectes al juliol i l'agost per recollir aquestes reserves.